# Choiseul
Choiseul je priimek več oseb:
- Caesar, duc de Choiseul, francoski maršal
- Étienne François de Choiseul, francoski general